# TRAPPC1
TRAPPC1 (англ. Trafficking protein particle complex 1) – білок, який кодується однойменним геном, розташованим у людей на 17-й хромосомі. Довжина поліпептидного ланцюга білка становить 145 амінокислот, а молекулярна маса — 16 832.
| 10         |  | 20         |  | 30         |  | 40         |  | 50         |
| ---------- |  | ---------- |  | ---------- |  | ---------- |  | ---------- |
| MTVHNLYLFD |  | RNGVCLHYSE |  | WHRKKQAGIP |  | KEEEYKLMYG |  | MLFSIRSFVS |
| KMSPLDMKDG |  | FLAFQTSRYK |  | LHYYETPTGI |  | KVVMNTDLGV |  | GPIRDVLHHI |
| YSALYVELVV |  | KNPLCPLGQT |  | VQSELFRSRL |  | DSYVRSLPFF |  | SARAG      |

A: Аланін

C: Цистеїн

D: Аспарагінова кислота

E: Глутамінова кислота

F: Фенілаланін

G: Гліцин

H: Гістидин

I: Ізолейцин

K: Лізин

L: Лейцин

M: Метіонін

N: Аспарагін

P: Пролін

Q: Глутамін

R: Аргінін

S: Серин

T: Треонін

V: Валін

W: Триптофан

Задіяний у таких біологічних процесах, як транспорт, транспорт між ендоплазматичним ретикулумом і апаратом Гольджі. 
Локалізований у ендоплазматичному ретикулумі, апараті гольджі.